# Max Schmidt (Politiker, 1914)
Max Schmidt (* 11. November 1914 in Godesberg; † nach 1954) war ein deutscher Politiker (CDU). Er war von 1950 bis 1954 Abgeordneter der Volkskammer der DDR und von 1952 bis 1953 Vorsitzender des Bezirksverbandes Dresden der CDU.

## Leben
Schmidt, von Beruf kaufmännischer Angestellter, arbeitete in verschiedenen Industriebetrieben in Thüringen. Während des Zweiten Weltkriegs wurde er zum Kriegsdienst in die Wehrmacht eingezogen und geriet in Kriegsgefangenschaft. 
Nach seiner Entlassung ging er in die Sowjetische Besatzungszone und wurde noch 1945 Mitglied der CDU in der Ortsgruppe Gera. Im Oktober 1946 wurde er CDU-Kreissekretär in Gera. Im Mai 1948 wurde er als stellvertretender Landesgeschäftsführer der thüringischen CDU nach Weimar berufen. Als Nachfolger von Hans Teubert übernahm er am 15. April 1950 die Funktion des CDU-Landesgeschäftsführers bzw. Landessekretärs in Sachsen. Er wurde Mitglied des Erweiterten Hauptvorstandes der CDU und im Februar 1950 Mitglied des Nationalrates der Nationalen Front der DDR.
Von 1950 bis 1954 gehörte er als Mitglied der CDU-Fraktion der Volkskammer der DDR an. Ab August 1952 fungierte er als Vorsitzender des CDU-Bezirksverbandes Dresden. Wegen seines schlechten Gesundheitszustandes wurde er im September 1953 von seinem Amt beurlaubt und sein Stellvertreter Johannes Pietzsch mit der Führung der Geschäfte beauftragt.